# Pietro e Fevronia di Murom
Davyd Jur'evič (in russo Давыд Юрьевич?; c. 1167 – 25 giugno 1228) e 
Eufrosina di Murom (in russo Евфросиния Муромская?; c. 1175 – 25 giugno 1228) noti come Santi Pietro e Fevronia di Murom (in russo Святые Пётр и Феврония Муромские?, Svjatye Pëtr i Fevronija Muromskie), principe e principessa di Murom, sono tra i più famosi santi e taumaturghi russi venerati nella Chiesa ortodossa, vengono celebrati ogni anno l'8 luglio.

## Biografia

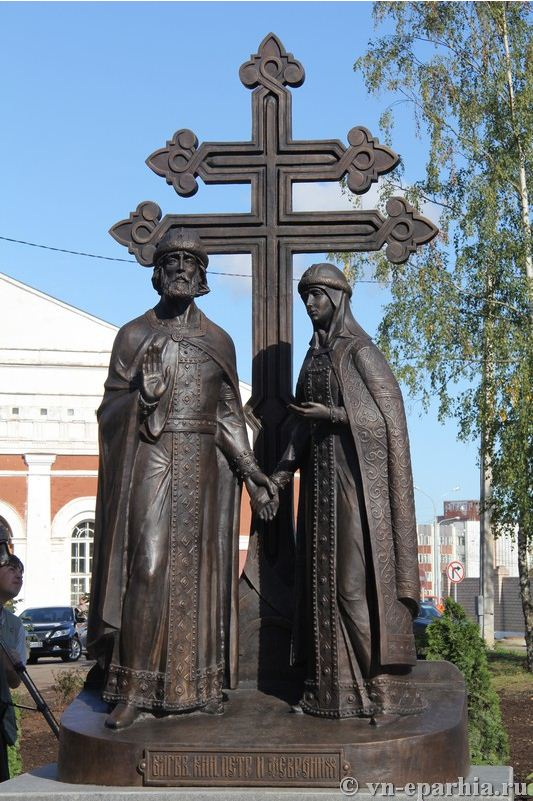
Monumento dei Santi Pietro e Fevronia di Murom di Sergej Isakov

Secondo figlio del duca Jurij di Murom, il Gran Principe di Kiev, e nipote del principe Jaroslav I di Murom e Rjazan', il primo Gran Principe di Rjazan', Davyd Jur'evič salì al trono nel 1203 dopo la morte del fratello maggiore, il principe Vladimir Jur'evič. Durante il suo regno, agì in sostegno del duca Vsevolod III. Alcuni anni prima di salire al trono il principe Davyd si ammalò gravemente di lebbra, per cui diversi medici provarono a guarirlo, senza riuscirci. Secondo la leggenda, una visione avrebbe rivelato al principe che la figlia di un apicoltore, una certa Evfrosinija, una contadina del piccolo villaggio di Laskova a Ryazan Gubernia, sarebbe stata in grado di guarirlo. Evfrosinija effettivamente guarì il principe, che decise così di sposarla, rendendola principessa di Murom. Da quel matrimonio nacquero tre figli.

### Le guerre
Nel 1207, il principe Davyd Jur'evič venne in aiuto del principe Vsevolod Jur'evič durante la sua campagna nel Governatorato di Rjazan' nei pressi del distretto di Pronsk, mentre il principe Michail Vsevolodovič Pronskij fuggì a Černihiv da suo suocero, Vsevolod Čermnij. I residenti della città di Pronsk, guidati dal cugino di Mikodolič Vsevič, Izjaslav, subirono l'assedio per sei settimane in attesa dell'aiuto di Rjazan', con grave carenza di cibo e acqua. Dopo un fallito tentativo di rompere l'assedio nel governatorato di Rjazan', la città si arrese al vincitore. Izjaslav venne sollevato e al suo posto Vsevolod conferì a suo fratello, il principe Oleg Vladimirovič il governo della città. Nel 1208, a causa di diversi contrasti con il fratello, Vsevolod prese nuovamente Pronsk conferendo il governo della città a Davyd Jur'evič. Nello stesso anno, Oleg ed i suoi fratelli cacciarono Davyd da Pronsk e la diedero a Michail.
Nella lotta per la supremazia sul grande regno di Vladimir dopo la morte di Vsevolod III, il principe Davyd sostenne il principe Jurij e Jaroslav Vsevolodovič. Nel 1213 partecipò alla campagna del Granduca Yuri Vsevolodovich contro Rostov. Nel 1216, la fazione di Murom prese parte alla battaglia di Lipitsk come parte delle forze combinate di Vladimir, Pereyaslavl, Suzdal e alcune altre tenute dalla parte del Granduca Jurij Vsevolodovič contro l'esercito unito di Novgorod, Pskov, Smolensk, Toropec e Rostov.

## Famiglia

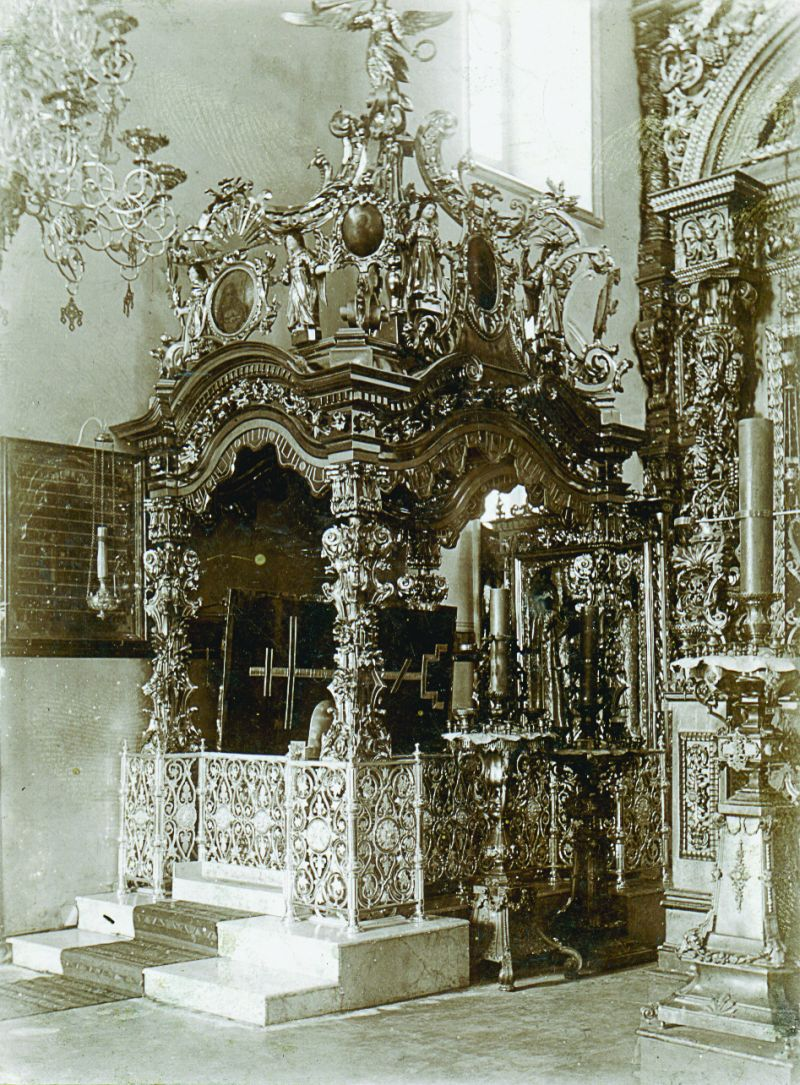
Reliquia dei Santi Pietro e Fevronia nella Cattedrale di Murom, intorno al XIX secolo.

Secondo la genealogia di Davyd ed Eufrosina, il principe Davyd Jur'evič e la principessa Eufrosina ebbero tre figli: Jurij, Svjatoslav ed Evdokija. Jurij a sua volta ebbe un figlio di nome Yaroslav, il principe Svjatosla e altri due figli, Vasilij e Ivan, mentre Evdokija ebbe un figlio di nome Dmitrij.
Il figlio più giovane, Svjatoslav, morì 2-3 giorni prima dei genitori. Il figlio maggiore, il principe Jurij, morì eroicamente nel 1237 nella battaglia con Batu Khan, difendendo la sua terra natale.
Secondo numerose fonti, la figlia della principessa Evdokija sposò il principe Svjatoslav, figlio del duca Vsevolod III, granduca di Vladimir divenendo principe della Jur'evskaja. Le cronache menzionano che suo padre, il principe Pëtr di Murom, era presente al suo matrimonio.
Il principe di Murom divenne direttamente imparentato con la grande famiglia del principe di Vladimir, tra cui c'erano molti santi. Una di loro era la madre del principe Svjatoslav, Marija Jasynja, famosa per il suo amore per i bambini e per la pietà. Diede alla luce 12 figli, dopo di che il suo santo sposo si riferì a se stesso come Principe Vsevolod. Crebbero i loro figli nel timore di Dio e nella pietà cristiana. Per questo, quattro dei loro figli sono ora canonizzati come santi dalla Chiesa ortodossa russa.
La benefica influenza spirituale di Santa Maria sul principe Svjatoslav e della principessa Evdokija era evidente. Il figlio di Evdokija, il principe Dmitrij, dopo la morte del padre divenne il principe di Jur'evskij (1253-1269). Dopo la loro morte, il principe Svjatoslav e suo figlio il principe Jurij iniziarono a essere venerati come santi, cosa che era annotata nel vecchio calendario. Ora sono ufficialmente inclusi nella Cattedrale di San Vladimir.
La principessa Evdokija visse a lungo. Nel 1228, pregò suo marito di lasciarla andare nella città di Murom nel monastero di Borisoglebsk; dopo la morte dei suoi genitori e di suo fratello minore prese i voti monastici.

## Morte

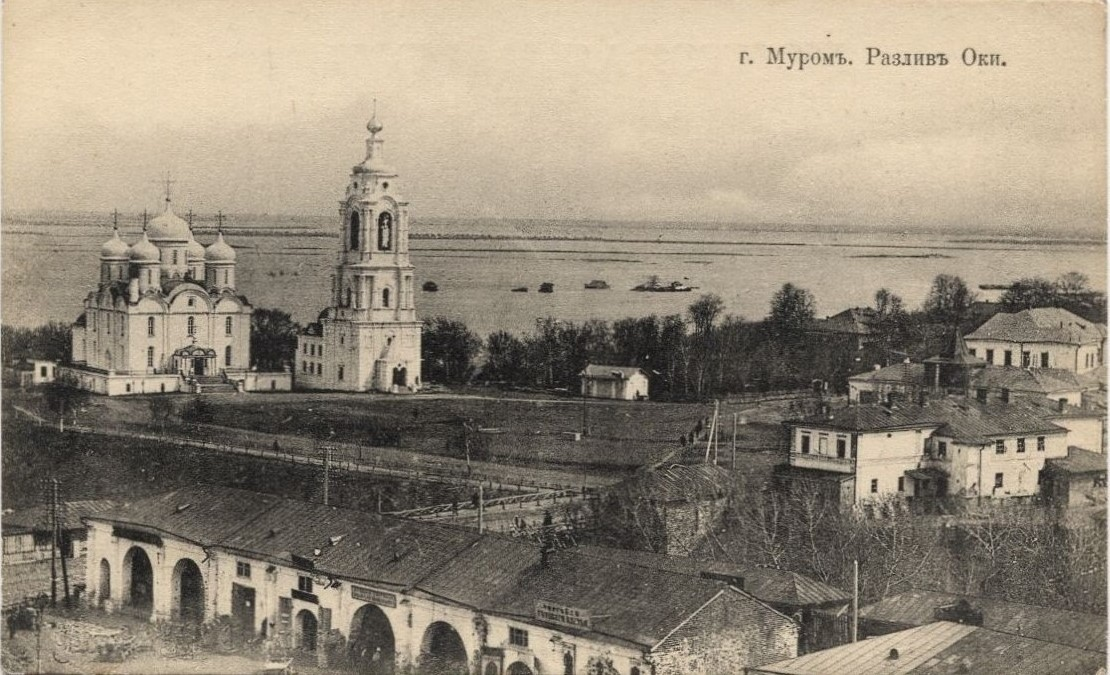
Cattedrale della Natività della Beata Vergine Maria, Murom, Russia

Il principe David Jur'evič e sua moglie Eufrosina presero i voti ed entrarono nella vita monastica, il principe prese il nome monastico di Pietro, mentre la principessa Eufrosina il nome di Fevronia. Secondo il libro di Kormčaja solo la tonsura simultanea dei coniugi potrebbe essere considerata un motivo valido per lo scioglimento dell'unione matrimoniale. Entrambi pregarono di morire lo stesso giorno: il loro desiderio fu esaudito ed entrambi morirono il 25 giugno 1228 alla stessa ora, poi la santa coppia fu sepolta nella Cattedrale della Natività della Beata Vergine Maria nella loro terra natale Murom.
Secondo le leggende, avevano espresso il desiderio di essere sepolti insieme nella stessa bara. Tuttavia la sepoltura in una sola bara era incompatibile con i riti monastici, per cui i loro corpi furono posti in diverse bare, ma, come per miracolo, il giorno dopo furono ritrovati insieme. Ciò accadde più volte, fino a quando il loro desiderio di essere sepolti insieme venne esaudito. La morte simultanea dei membri della dinastia principesca Murom avvenne durante il servizio del vescovo di Murom e Rjazan', Efrosyn Svjatogorec, che presumibilmente aveva conferito alla coppia principesca la tonsura monastica. Fu proprio il vescovo che diede loro sepoltura cristiana.

## Canonizzazione

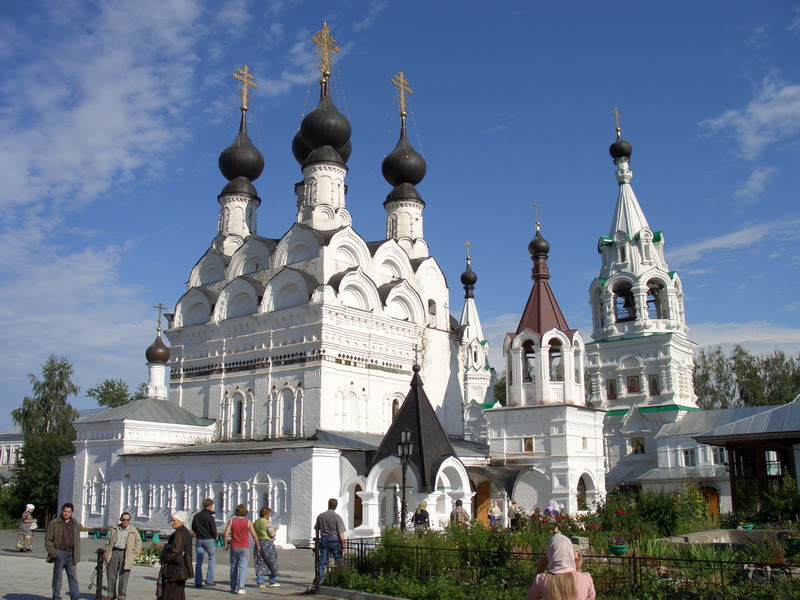
Convento della Santissima Trinità a Murom

Nel 1547, il metropolita Macario di Mosca canonizzò San Pietro e Santa Fevronia come santi nella Cattedrale di Makar'evskij e anche la santa coppia dichiarata patrona dell'amore e del matrimonio. Dopo il regime comunista in Russia le reliquie furono riscoperte dopo essere state nascoste in un museo antireligioso sovietico.
Il 19 settembre 1992 la reliquia è stata traslata nel Monastero della Santissima Trinità nella città di Murom, e ogni pellegrino può venerare i santi e invocare la loro intercessione.